# Christus-König (Boelerheide)

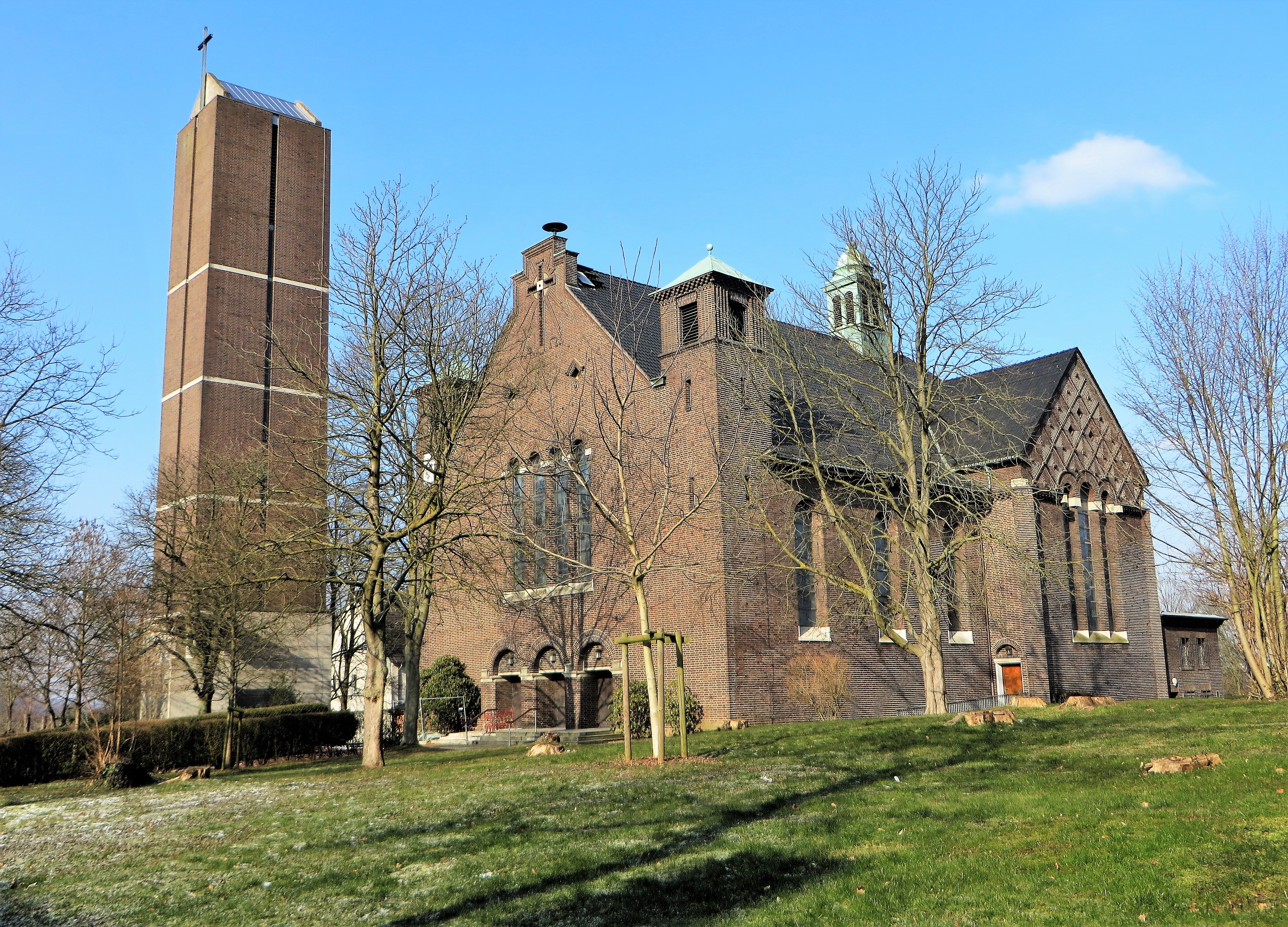
Christ-König-Kirche in Boelerheide

Die römisch-katholische, denkmalgeschützte Pfarrkirche Christ-König steht in Boelerheide, einem Ortsteil der kreisfreien Stadt Hagen in Nordrhein-Westfalen. Die Kirche gehört zum Pastoralverbund „An den Ruhrseen“ im Dekanat Hagen-Mitte des Erzbistums Paderborn.

## Beschreibung

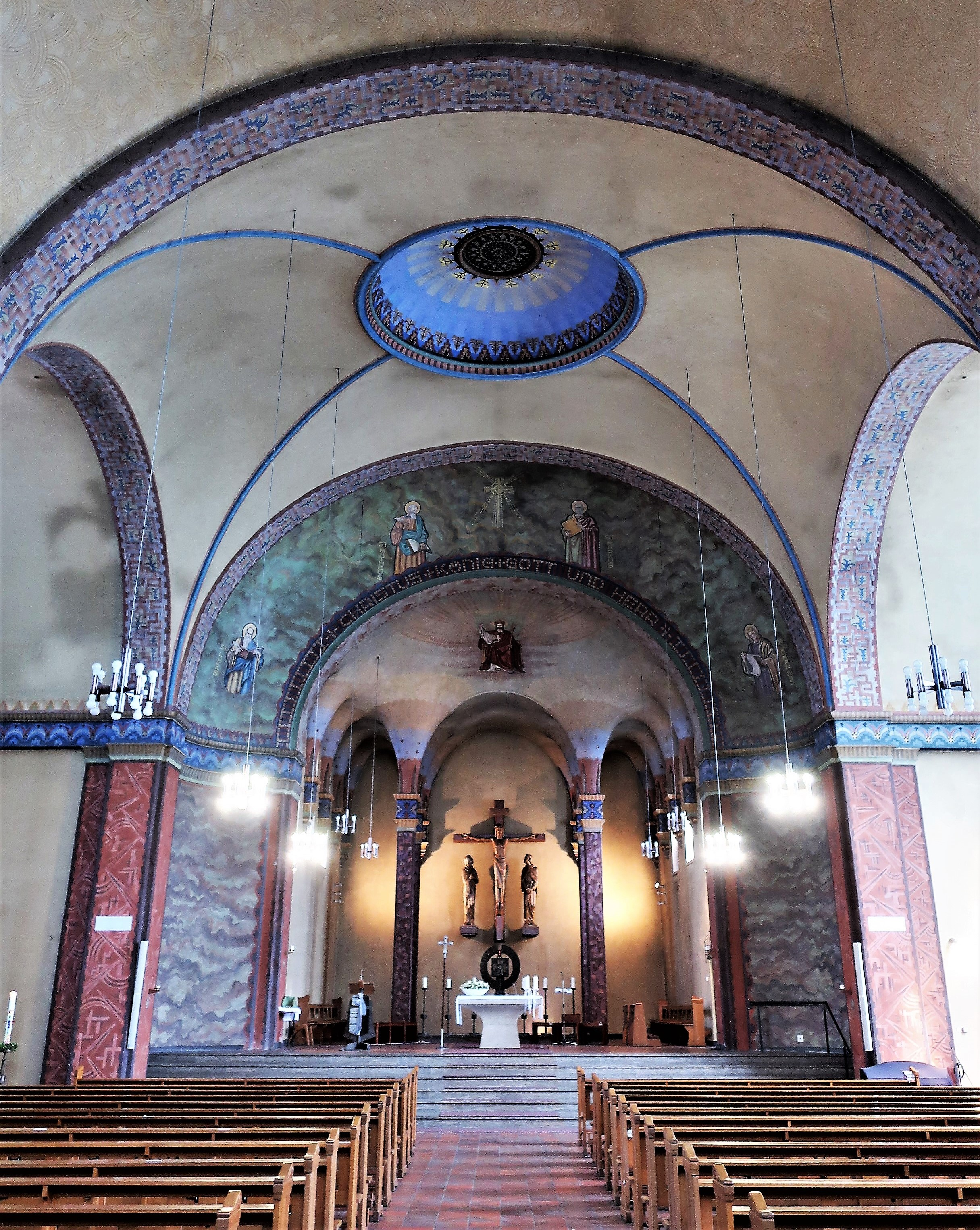
Christ-König-Kirche Innen

Die 1927 erbaute Hallenkirche aus Backsteinen besteht aus einem Langhaus mit drei Kirchenschiffen, das von einem kurzen Querschiff gekreuzt wird, und einem eingezogenen rechteckigen Chor im Norden. Der Backsteinbau des Hagener Architekten Peter Wiehl, lehnt sich zwar an frühchristliche Vorbilder an (etwa an San Vitale in Ravenna), folgt aber gleichzeitig niederländischer Architektur der frühen 1920er Jahre. Im Innern wie im Äußern kombinierte Wiehl letztlich Bauzitate aus Barock, Romanik, Neue Sachlichkeit und Expressionismus und schuf mit Friedhelm Leisse (expressionistische Ausmalung, 1989 restauriert) „eine der bedeutendsten Kirchenanlagen Westfalens zwischen den Weltkriegen“ (so der Landeskonservator).
Über der Vierung erhebt sich ein Dachreiter. In die Fassade im Süden ist an den Ecken je ein Turm mit einer Turmuhr integriert. Der Glockenturm wurde erst 1994 als Campanile errichtet (Architekt E. Wellie). Mit seinen sechs Glocken – eine siebte Glocke ist im Vierungsturm – hat die Kirche das größte Geläut von Hagen. 
Der Innenraum des Mittelschiffs ist mit einem längsgerichteten Tonnengewölbe überspannt, in den Seitenschiffen sind sie quer angeordnet, der Bereich der Vierung hat ein Kreuzrippengewölbe. Zum Innenraum des Chors führen vom Mittelschiff mehrere Treppenstufen. Dort steht der Volksaltar unter einem Gewölbe in Form eines Baldachins. Die Orgel auf der Empore über dem Eingang hat 19 Register auf zwei Manualen und Pedal und wurde 1973 von den Gebrüdern Stockmann errichtet.
Die Kirche wurde am 16. März 1992 in die Denkmalliste der Stadt Hagen aufgenommen.